# Cheval dans les mines

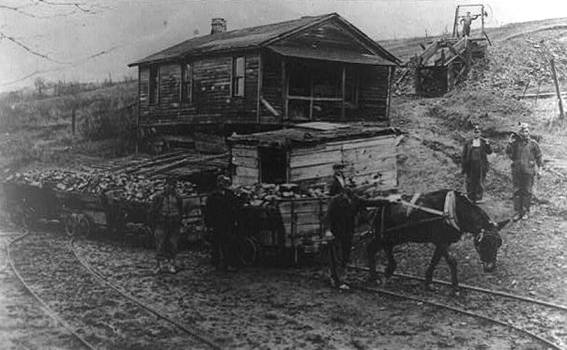
Hommes transportant le charbon de leurs mines avec l'aide d'un équidé.

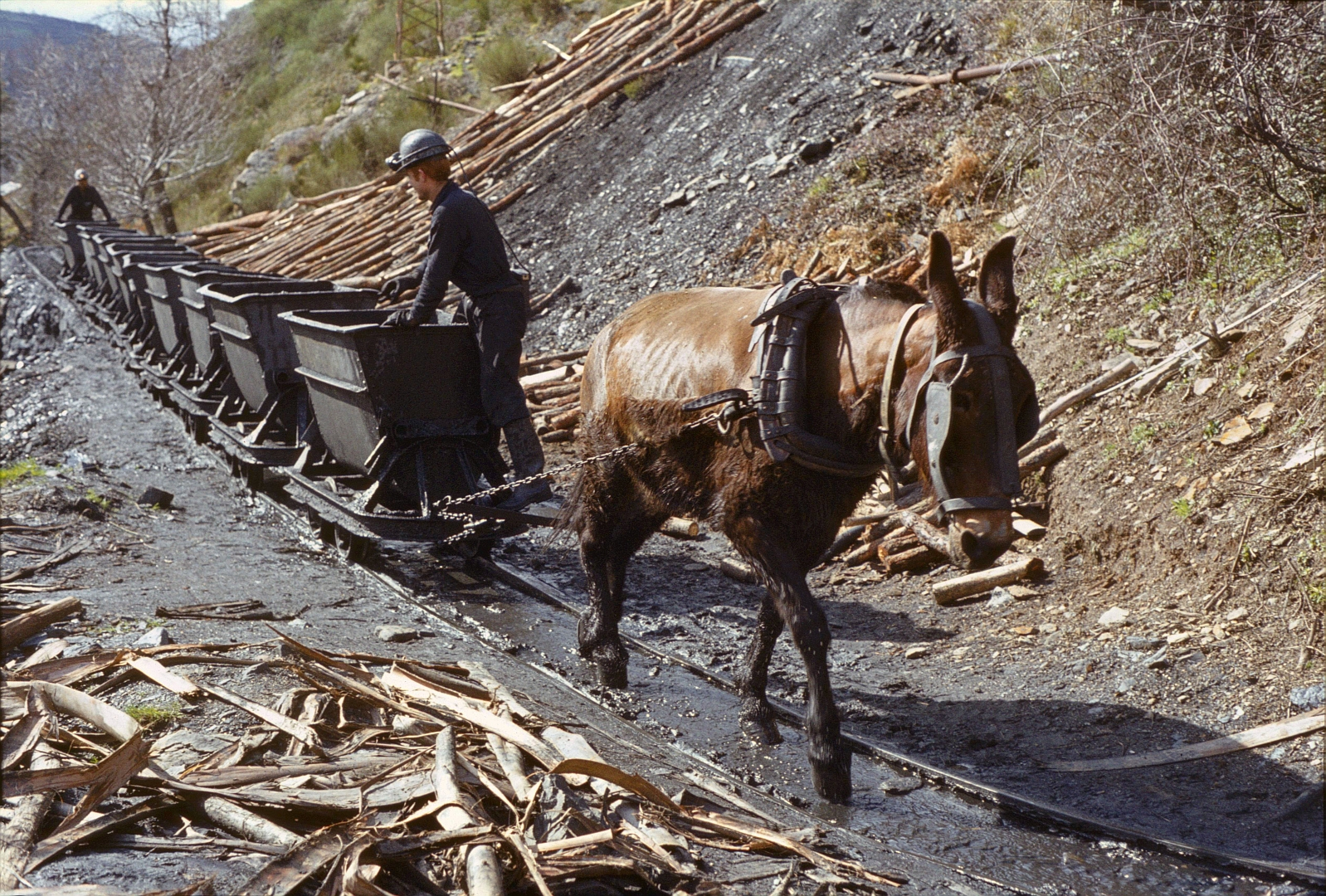
Dans une exploitation minière espagnole en 1984.

L'utilisation du cheval dans les mines est indissociable de l'ère industrielle, en particulier de la seconde moitié du XIXe siècle aux années 1950, dans tous les pays qui pratiquent l'extraction du charbon. Aux XVIe et XVIIe siècles, les chevaux ne sont utilisés qu'en surface par les compagnies minières, ils actionnent alors plusieurs mécanismes. Dès le XIXe siècle, ils sont descendus au fond des mines. Chevaux et poneys deviennent les auxiliaires des mineurs en tirant des berlines. Ces animaux sont descendus en position verticale et rarement remontés des galeries souterraines. La remontée des chevaux se généralise dans les années 1920. Ils sont généralement bien traités par les mineurs, mais les rudes conditions de travail les exposent, tout comme les hommes, à des blessures et à de nombreux dangers.
Les derniers chevaux des mines sont remplacés par des locomotives électriques durant les années 1960 en France. Les derniers poneys de mine disparaissent d'Angleterre dans les années 1980.

## Histoire du cheval minier par pays
Les chevaux (et poneys) de fond sont essentiellement utilisés dans les pays qui exploitent le charbon, tels que la France, la Belgique, l'Allemagne, la Grande-Bretagne et les États-Unis. En effet, l'utilisation de la machine à vapeur est impossible dans un environnement confiné. La présence du grisou rend les machines à vapeur et le moteur à explosion très dangereux dans les galeries. Dans les pays anglo-saxons, les poneys sont préférés et portent alors le nom de « pit-ponies ».

### France
Durant toute l'ère pré-industrielle, notamment au XVIe siècle, les chevaux ne sont utilisés qu'en surface, en particulier dans les gisements de sel et de fer. Au XVIIIe siècle, ils sont employés dans les mines de charbon du Nord de la France, où on les attèle à un manège, lui-même relié à un tambour sur lequel sont enroulées des cordes de chanvre qui remontent les tonneaux de charbon (cuffat). Au fond des galeries, seule la force musculaire de l'homme est mise à profit, à travers le portage à dos, le traînage, et le roulage à bras. La machine à vapeur est importée d'Angleterre vers 1800 et parallèlement, la demande en charbon s'accentue. Les compagnies minières décident alors du recours à la traction animale dans les puits. Le premier cheval de fond français est descendu dans les galeries en 1821, dans la Loire à Rive-de-Gier. Les mines du Nord descendent leurs premiers chevaux en 1847 a Anzin, celles de la Moselle en 1865.
Les chevaux de fond sont utilisés plus longtemps que pour le transport en surface, et restent un élément moteur important du travail minier ainsi que le seul moyen d'augmenter le rendement jusqu'aux années 1920, où l'usage des locomotives électriques se développe. Le recours au cheval commence à se limiter aux galeries moins accessibles tandis que les convoyeurs à bande se développent. En 1920, en France, chaque compagnie minière possédait environ 500 chevaux et en 1926, il y avait environ 10 000 chevaux dans les mines au total. En 1936, les premiers congés payés sont étendus à ces animaux qui bénéficient d'une semaine de vacances par an, où ils sont remis au pré[réf. nécessaire]. Après la Seconde Guerre mondiale, la locomotive électrique remplaça encore davantage le cheval et en 1960, les compagnies minières françaises n'employaient plus que 130 de ces animaux.
En 1969, le dernier d'entre eux fut remonté des galeries, et le cheval cessa définitivement d'être employé.
Dans la région du Nord-Pas-de-Calais, l'homme chargé de conduire les chevaux dans les galeries se faisait appeler l'meneux d'quéviaux ou l'meneux d'bidets.

### Belgique

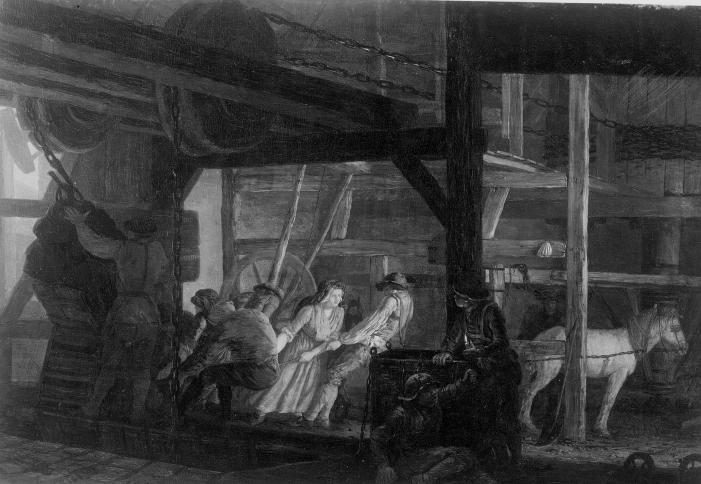
La houillère Léonard de France, à Liège

L'exploitation houillère Léonard de France, dans la ville de Liège, possédait aussi des chevaux pour les travaux de fond. Une chronique datée de 1836 décrit des chevaux vivant à mille pieds de profondeur, dont certains n'ont plus vu la lumière du jour depuis 1823 :

« Ce qu’il y a de particulier, c’est que non-seulement ils ne souffrent point dans ce séjour ténébreux, mais encore la température chaude et constamment égale dans laquelle ils vivent, leur a donné un poil qui ressemble à la fourrure veloutée de la taupe, et qui surpasse en éclat, en douceur, en beauté, celui des chevaux de course les mieux entretenus. La manière dont on descend ces animaux dans la mine est tout à fait singulière ; comme ils ne pourraient avoir assez de place, la bouche du puits formant une sorte de parallélogramme inégal, on est obligé de les placer de travers sur l’ouverture ; et pour les maintenir dans la position convenable, on les selle, on les bride, et un cavalier les monte afin de les diriger dans l’étroit passage, en même temps que les cordes auxquelles ces animaux sont suspendus les descendent lentement dans la mine; voilà très certainement la plus étrange cavalcade qu’on puisse imaginer, et si j’en avais eu le temps je crois que j’aurais voulu l’essayer. »

— Hermann Ludwig Heinrich Pückler-Muskau, Chroniques, lettres et journal de voyage, extraits des papiers d’un défunt : Première partie; Europe, Paris, 1836.

### Royaume-Uni
Des poneys (pit ponies) commencèrent à être utilisés sous terre, souvent en remplacement des enfants ou des femmes, lorsque les distances entre la mine de charbon et la surface devinrent plus grande. La première utilisation connue d'un poney de fond en Grande-Bretagne eut lieu dans le bassin de Durham en 1750. Des années plus tard, le transport mécanique fut introduit sur les allées minières principales en remplacement des poneys, et ces derniers eurent tendance à se limiter aux trajets courts dans des veines de charbon liées à l'allée principale, qui étaient plus difficiles à mécaniser. En 1984, 55 poneys étaient encore utilisés en Grande-Bretagne, principalement par le National Coal Board dans la fosse moderne d'Ellington, au Northumberland. En 1913, à l'apogée de l'activité minière, il y avait 70 000 poneys de fond en Grande-Bretagne. Le dernier cheval des mines de charbon britannique supposé, Robbie, fut mis à la retraite à Pant y Gasseg, près de Pontypool, en mai 1999.

### États-Unis
Aux États-Unis, les premiers chevaux auraient été descendus dès 1805. Contrairement aux mines européennes, certaines mines américaines possèdent des voies d'accès en pente douce. L'utilisation du cheval dura jusqu'en 1970, dans les mines de charbon de Pennsylvanie, époque où est rapportée l'anecdote du « cheval à la lanterne », un animal nommé Voyageur, qui guida plusieurs mineurs vers la sortie après un effondrement avant de mourir d'épuisement. Sa lanterne est accrochée au tableau d'honneur des mineurs tombés et des compagnons morts dans la mine.

## Choix des chevaux
Le travail dans les mines était extrêmement éprouvant pour les chevaux de trait, dont seuls les plus puissants et les plus résistants étaient retenus. En France, ces chevaux étaient généralement choisis âgés de 6 ans en fonction de leur ossature, de leur musculature et de la qualité de leurs sabots, qui était d'une importance primordiale pour pouvoir allonger leur durée d'exploitation au maximum. Les pieds étaient en effet soumis à des chocs permanents contre des rails métalliques et des rochers, et la progression s'effectuait parfois dans la boue. Les maréchaux-ferrants avaient beaucoup de travail à effectuer. L'esthétique ou la race de l'animal n'avaient aucune importance. La plupart des chevaux choisis étaient de puissants chevaux de trait, notamment de la race trait du Nord élevée dans la région du bassin minier du Nord-Pas-de-Calais, mais aussi des ardennais. Ces grands chevaux ne pouvant pas passer dans les galeries étroites, des mulets et des poneys de petite taille comme le shetland et le Pottok complétaient la cavalerie de fond, leur petite taille leur permettait de passer dans des galeries plus étroites, et leur grande force comparativement à leur taille était appréciée pour déplacer les charges qu'un homme n'aurait pu tracter. Le poney Pottok du Pays basque est réputé pour avoir travaillé dans les mines de sa région et du Nord de la France.
En Angleterre, des chevaux de trait, comme les variétés du Cleveland Bay, pouvaient être utilisés sur les voies souterraines, mais sur les passages plus étroits, de nombreux petits poneys ne dépassant pas 1,20 m de haut étaient nécessaires. Le Shetland était ainsi l'une des races les plus couramment utilisées en raison de sa petite taille. Dans l'entre-deux-guerres, les poneys ont été importés en Grande-Bretagne à partir des îles Féroé, de l'Islande et des États-Unis. Des hongre et étalons étaient utilisés. Les ânes aussi, à la fin du XIXe siècle. Les poneys étaient choisis vigoureux, avec de l'os et de la masse musculaire, et le pied sûr. En vertu de la Loi sur les mines de charbon britanniques de 1911, les poneys devaient être âgés de quatre ans avant d'être mis au travail, ils pouvaient travailler ainsi jusqu'à une vingtaine d'années.

## Dressage et utilisation du cheval dans les mines

### Descente
Les chevaux destinés au travail dans les galeries devaient être descendus dans les puits. Pour cela, ils étaient entravés des quatre membres, sanglés à un harnais solide en position verticale ou suspendus dans un filet, et descendus dans les galeries grâce à un câble d’acier. Un bandeau était placé sur leurs yeux pour éviter qu'ils n'aient peur, et leurs quatre jambes étaient solidement entravées pour éviter qu'ils ne se blessent. La paille qui était placée entre les jambes semble avoir eu pour fonction de les protéger. La descente s'effectuait toujours en position verticale pour éviter que le cheval ne s'asphyxie. À l'instar de nombreux animaux domestiques, le cheval ne supporte pas de ne plus sentir le sol sous ses pieds, ce qui rendait l'opération plus facile car il s'immobilise et n'ose plus bouger dès qu'il quitte le sol. Cette technique de descente par câbles resta le seul et unique choix possible jusqu'en 1935, où les premiers ascenseurs furent construits.

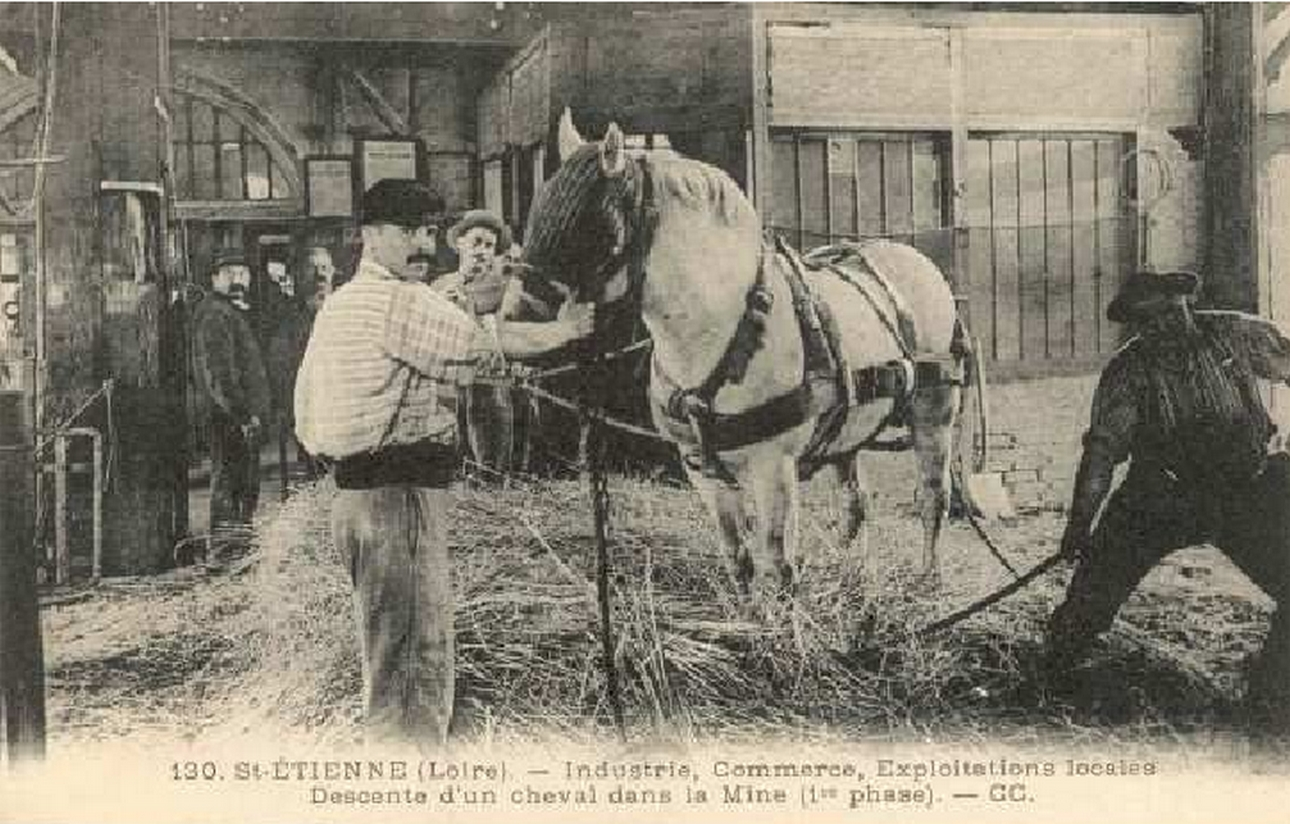
Préparation d'un cheval de trait pour sa descente dans une mine à Saint-Étienne, première phase
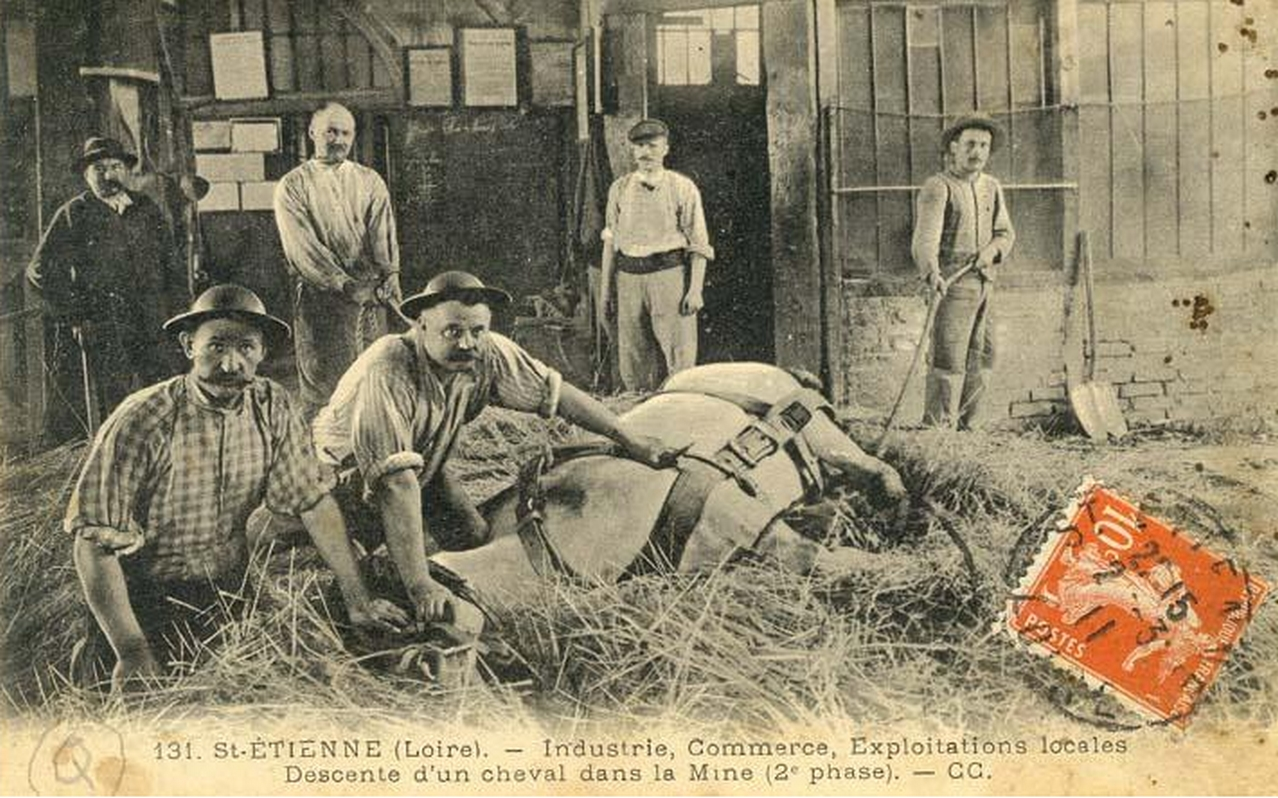
Préparation d'un cheval de trait pour sa descente dans une mine à Saint-Étienne, seconde phase
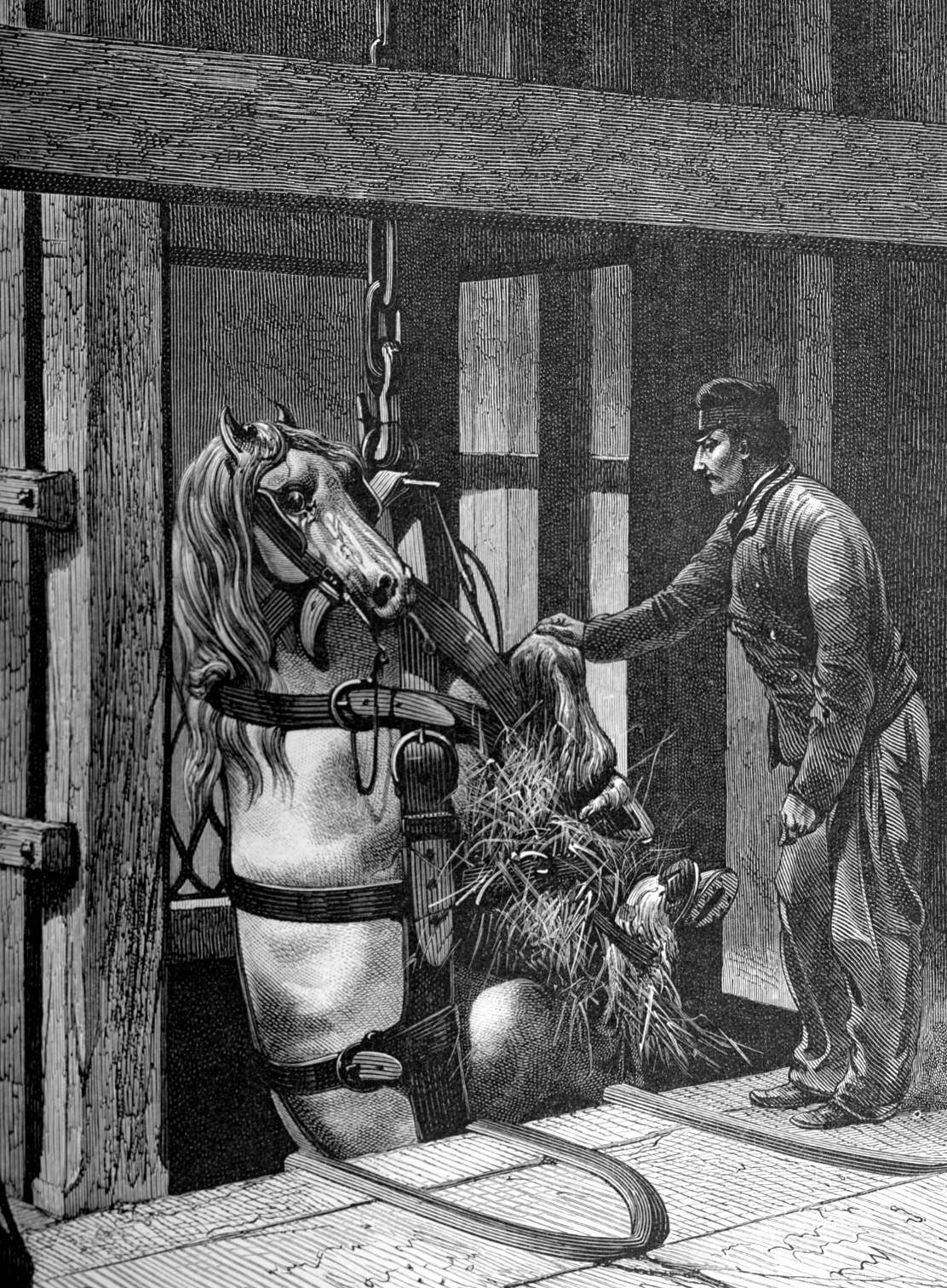
Descente d'un cheval dans les galeries à Creusot.

Certains chevaux restaient traumatisés par le stress provoqué par ce type de descente, très inconfortable. L'opération étant délicate et difficile, lorsqu'un cheval était descendu par câbles, c'était quasiment pour toute sa vie, qui pouvait durer de 10 à 20 ans dans les galeries. Dans les rares cas où les chevaux étaient remontés, il fallait les réhabituer progressivement à la lumière du jour.

### Acclimatation et dressage

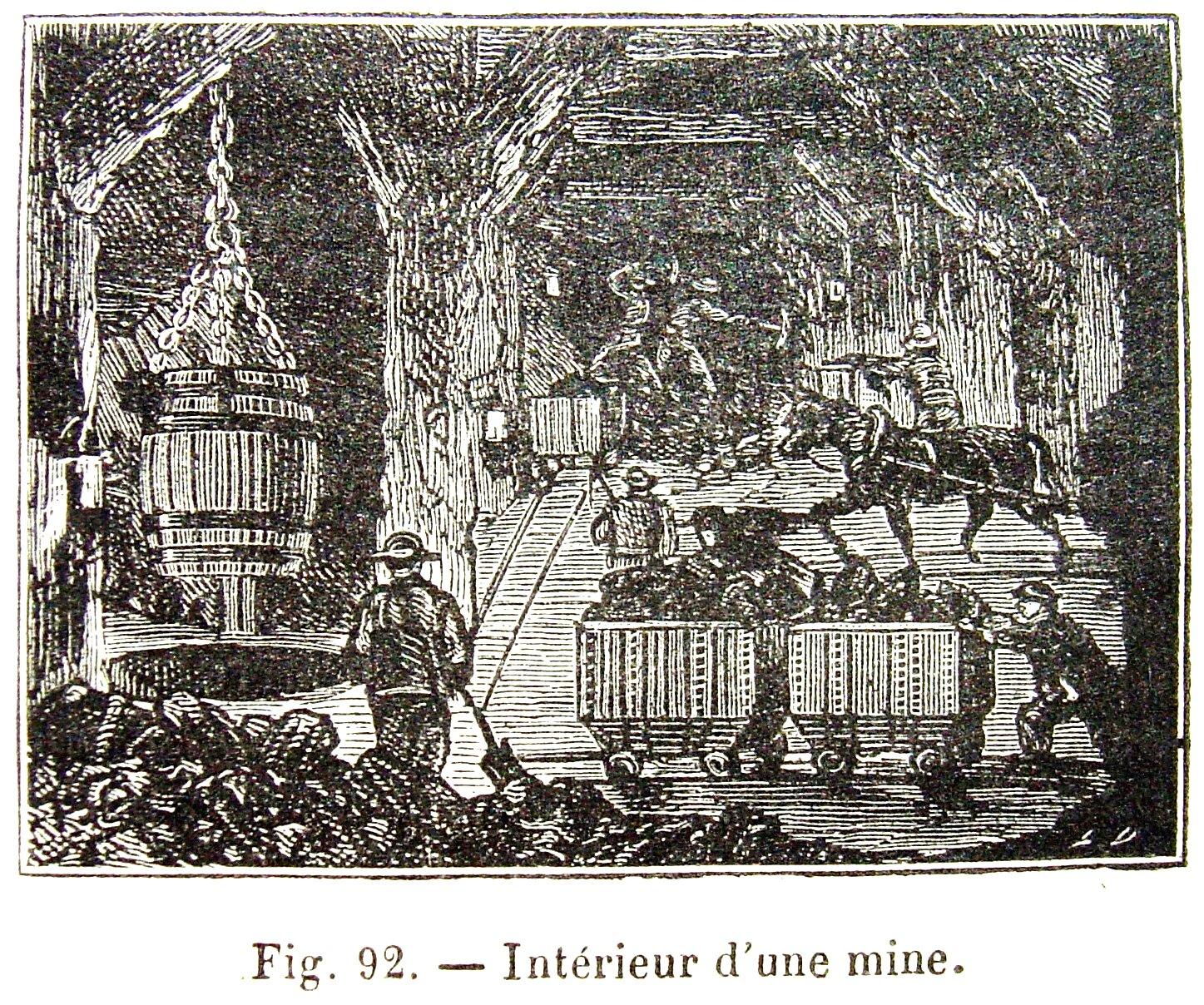
Intérieur d'une mine de charbon

Les chevaux étaient renommés par les mineurs dès leur arrivée dans les mines. Ils étaient ensuite acclimatés à ce nouvel environnement durant deux à trois semaines, et subissaient un dressage rigoureux. En effet, les conditions de travail dans les mines sont très éloignées de l'habitat naturel des chevaux, qui ne sont pas conçus pour travailler jusqu'à 1 200 mètres de profondeur, loin de la lumière et de la végétation. Certains mouraient au bout de quelques jours et le taux de mortalité général des animaux de fond est estimé à environ 30 %. Le travail se révélait très épuisant physiquement et stressant pour eux, puisqu'ils devaient marcher des heures durant le long des rails en tirant des wagonnets (ou berline) dans la poussière, le bruit, les cris et l'agitation. Ils étaient généralement dressés à la voix et dans les descentes par exemple, le meneur criait « au cul ! » pour demander à son cheval d'amortir la poussée qui arrivait par l'arrière. Lorsque le meneur criait « au collier ! », le cheval devait au contraire tirer plus fort. L'heure de la pause était annoncée par le mot « soupe ! ».
Le cheval de fond semblait, dans l'ensemble, bien traité par les mineurs, ne serait-ce que pour de simples raisons de rentabilité économique. Les meneurs inexpérimentés pouvaient toutefois les blesser par accident ou les pousser à travailler au-delà de leurs forces. On rapporte que certains mineurs piquaient les flancs des chevaux avec le crochet de leur lampe et que cela rendait les animaux agressifs, ils tentaient même alors de mordre les mineurs. Les chevaux des mines étaient souvent victimes de blessures en raison des chocs sur les parois à cause de l'étroitesse des galeries. Lorsque les animaux s'essoufflaient ou manquaient d'appétit et par conséquent devenaient non-rentables, ils n'étaient pas forcément remontés à l'air libre mais affectés à des travaux moins pénibles.
En général, les poneys de fond travaillaient un quart de huit heures chaque jour avec leur meneur, au cours duquel ils pouvaient charrier 30 tonnes de charbon dans les galeries étroites. En moyenne, un cheval de trait minier déplaçait une charge de 7 wagons, chargés de 4 tonnes de houille

### Conditions de repos

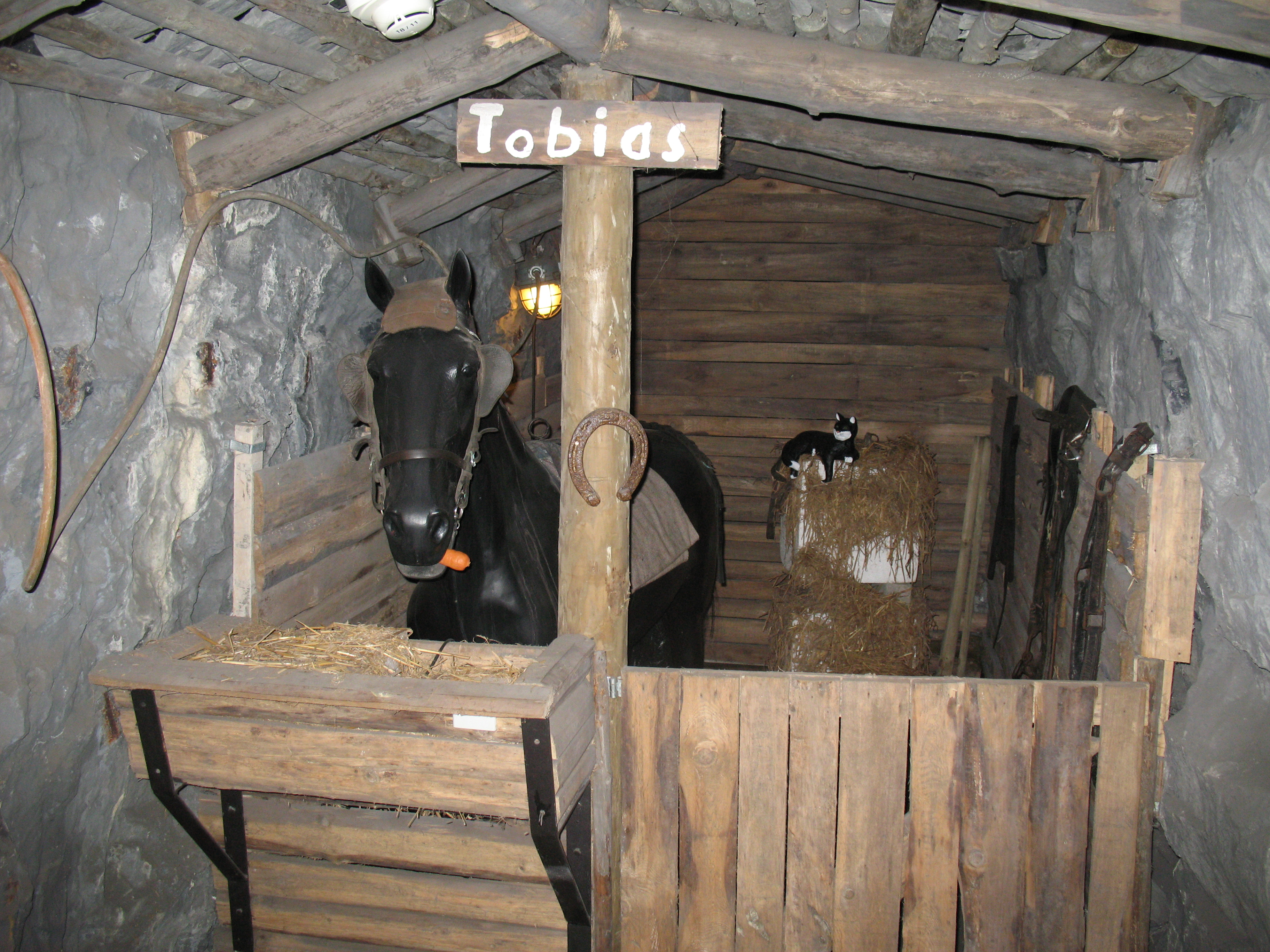
Reconstitution dans un musée allemand.

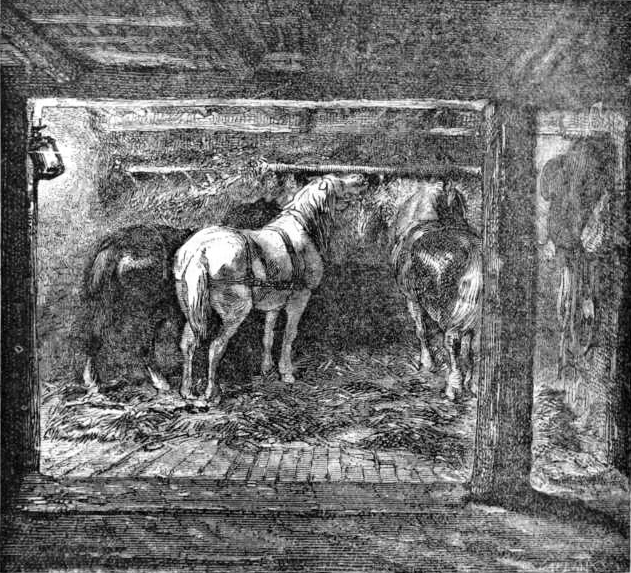
Écuries dans une mine.

Lorsqu'ils étaient mis au repos, les chevaux n'étaient pas remontés à la lumière du jour mais placés dans des semblants d'écuries rudimentaires aménagées dans la roche avec un râtelier et une caisse en bois. L'humidité ambiante a toujours empêché le stockage du fourrage qui pourrissait au bout de quelques jours, obligeant les mineurs à descendre les rations des chevaux tous les jours. Plus tard, soit au début du XXe siècle, l'humidité de ces écuries fut réduite en cimentant le sol. Les rats étaient attirés en grand nombre dans ces écuries aménagées. 
Les poneys étaient normalement logés dans ces écuries de fond et nourris avec une forte proportion de foin et de maïs.

## Légendes à propos des chevaux des mines
Un certain nombre de rumeurs et de légendes courent sur les chevaux des mines. D'après les mineurs eux-mêmes, certains chevaux parvenaient à compter le nombre de chariots qu'on leur faisait déplacer grâce au bruit de chaînes qui accompagnait le roulage successif des chariots accrochés. Ils auraient ensuite refusé d'avancer si le nombre de chariots était plus grand que celui qu'ils avaient l'habitude de tirer. Une autre légende répandue veut que certains de ces chevaux soient devenus aveugles à la suite d'accidents ou d'un trop grand manque de lumière, et continuèrent à être employés car vraisemblablement, ils étaient capables de mémoriser les trajets répétitifs qu'ils empruntaient.

## Cheval minier dans la fiction
Émile Zola s'est longuement documenté à propos du cheval minier pour écrire, notamment, Germinal dans lequel il fait un vibrant hommage à l'ami du minier avec qui il partage les souffrances et les risques. Objet de plusieurs pages, le cheval blanc, du nom évocateur de Bataille, doyen de la gent équine âgé de douze ans, est traité comme un personnage à part entière, depuis dix années dans les puits, il y meurt noyé le jour d'un effondrement. Merveille nommé Trompette dans le roman, un cheval bai de trois ans vit depuis peu dans les puits. Dans le roman, Trompette meurt dans l'accident de la mine, poussant des cris terribles.

« C'était Bataille, le doyen de la mine, un cheval blanc qui avait dix ans de fond. Depuis dix ans, il vivait dans ce trou, occupant le même coin de l'écurie, faisant la même tâche le long des galeries noires, sans avoir jamais revu le jour. Très gras, le poil luisant, l'air bonhomme, il semblait y couler une existence de sage, à l'abri des malheurs de la-haut. Du reste, dans les ténèbres, il était devenu d'une grande malignité. La voie où il travaillait avait fini par lui devenir si familière qu'il poussait de la tête les portes d'aérage, et qu'il se baissait, afin de ne pas se cogner, aux endroits trop bas. Sans doute aussi il comptait ses tours, car lorsqu'il avait fait le nombre réglementaire de voyages, il refusait d'en recommencer un autre, on devait le conduire à la mangeoire. Maintenant, l'âge venait, ses yeux de chat se voilaient parfois d'une mélancolie. Peut-être revoyait-il vaguement, au fond de ses rêvasseries obscures, le moulin où il était né, près de Marchiennes, un moulin planté sur les bords de la Scarpe, entouré de larges verdures, toujours éventé par le vent. Quelque chose brûlait en l'air, une lampe énorme, dont le souvenir exact échappait à sa mémoire de bête. Et il restait la tête basse, tremblant sur ses vieux pieds, faisant d'inutiles efforts pour se rappeler le soleil. »